# Tuckercirkel
Een Tuckercirkel is een cirkel die op een bepaalde wijze in een gegeven driehoek wordt geconstrueerd. De cirkel is naar Robert Tucker (1832-1905) vernoemd.

## Definitie
Een Tuckercirkel is de omgeschreven cirkel van een Tuckerzeshoek. Een Tuckerzeshoek wordt op de volgende manier gevonden:
- Neem een punt T1 op BC.
- Construeer het punt T2 op AC zodat T1T2 evenwijdig is aan AB.
- Construeer het punt T3 op AB zodat T2T3 antiparallel is aan BC.
- Construeer het punt T4 op BC zodat T3T4 evenwijdig is aan AC.
- Construeer het punt T5 op AC zodat T4T5 antiparallel is aan AB.
- Construeer het punt T6 op AB zodat T5T6 evenwijdig is aan BC.
- T1T6 is antiparallel is aan AC.

## Eigenschappen
- Het middelpunt T van een Tuckercirkel ligt altijd op de as van Brocard.
- De lijnstukken T2T3, T4T5 en T1T6 zijn even lang.
- De hoeken T2TT3, T4TT5 en T1TT6 zijn gelijk. De helft van deze hoek, φ, wordt gebruikt als parameter voor Tuckercirkels.
- De straal {\displaystyle R_{\phi }} van een Tuckercirkel wordt gegeven door

{\displaystyle {\frac {R\sin \omega }{\sin(\phi +\omega )}},}
hierin is R de straal van de omgeschreven cirkel en ω de hoek van Brocard.
- De barycentrische coördinaten van T zijn {\displaystyle (a\cos(\alpha -\phi ):b\cos(\beta -\phi ):c(\cos \gamma -\phi )).}

## Voorbeelden
- De eerste cirkel van Lemoine, met {\displaystyle \phi =\omega }.
- De tweede cirkel van Lemoine, met {\displaystyle \phi ={\frac {\pi }{2}}}.
- De cirkel van Taylor, met {\displaystyle \tan \phi =-\tan \alpha \tan \beta \tan \gamma }.
- Door de driehoek ABC zelf als Tuckerzeshoek op te vatten is ook de omgeschreven cirkel een Tuckercirkel, met {\displaystyle \phi =0}.